# Ferrari Pinin

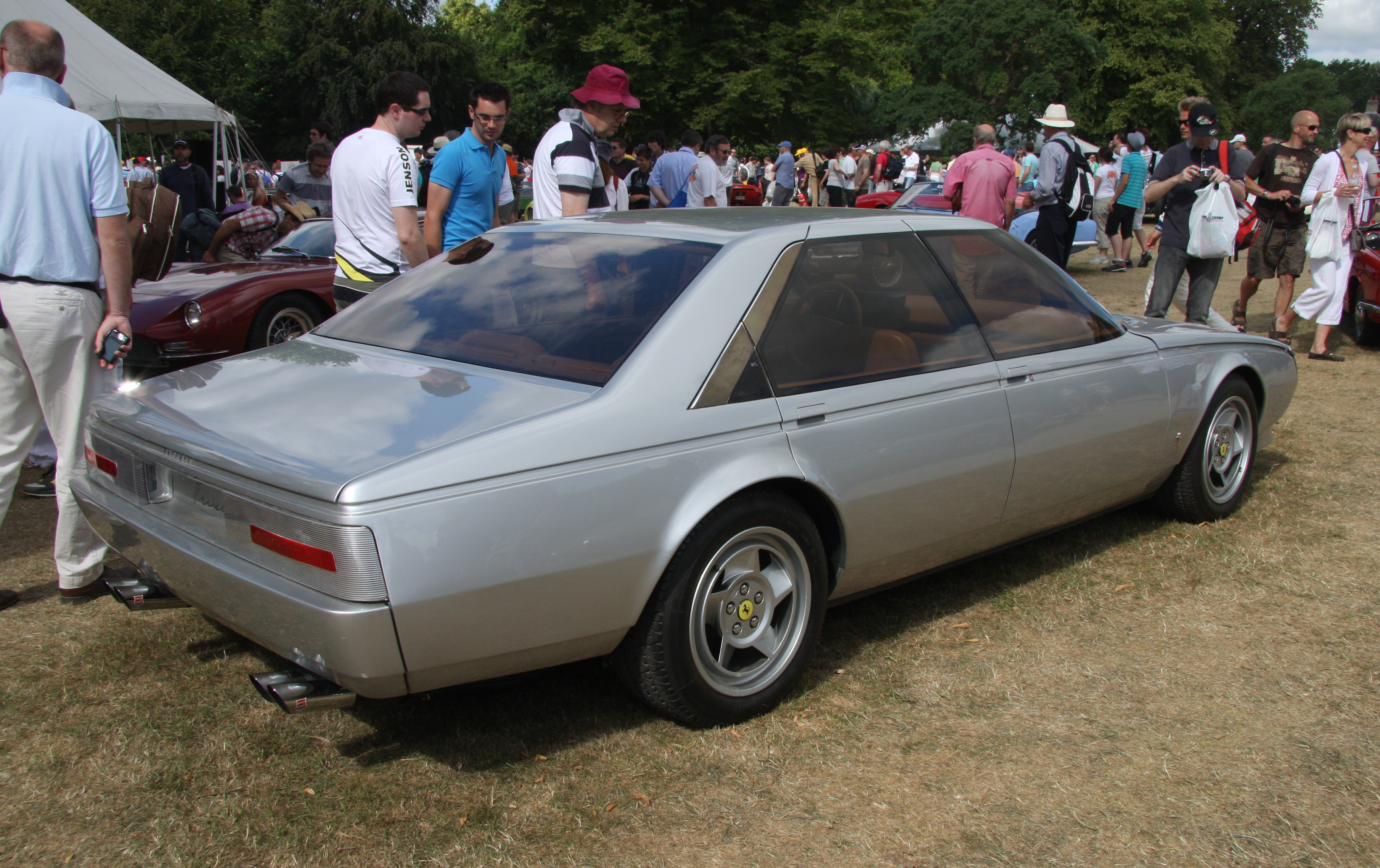
Ferrari Pinin

De Ferrari Pinin is een conceptauto van het Italiaanse merk Ferrari. De auto werd voor het eerst getoond tijdens de Turin Auto Show van 1980. Wat vooral opviel was het feit dat het ging om een vierdeurs sedan terwijl Ferrari vooral bekendstond om snelle sportwagens.

## Motor
De Pinin beschikt over een vijfliter twaalf-cilinder motor die onder de voorklep gemonteerd is. Niet eerder had een dergelijke motor zich in een auto vóór de passagiers bevonden. In de Pinin brengt de motor 360pk voort.